# Bacidina californica
Bacidina californica är en lavart som beskrevs av S. Ekman. Bacidina californica ingår i släktet Bacidina och familjen Ramalinaceae.   Inga underarter finns listade i Catalogue of Life.